# Dunstaffnage Chapel

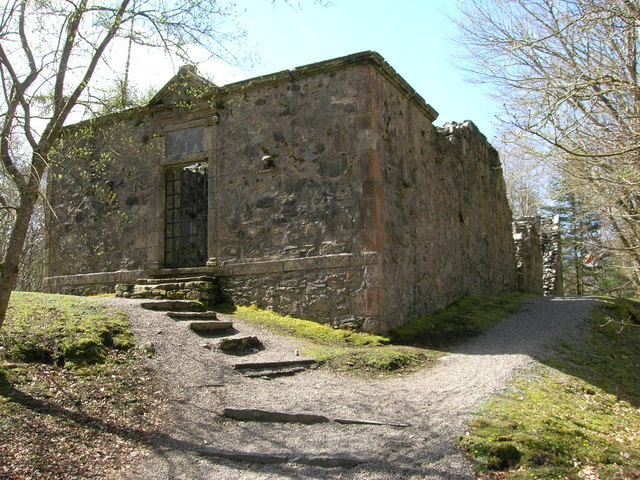
Außenansicht

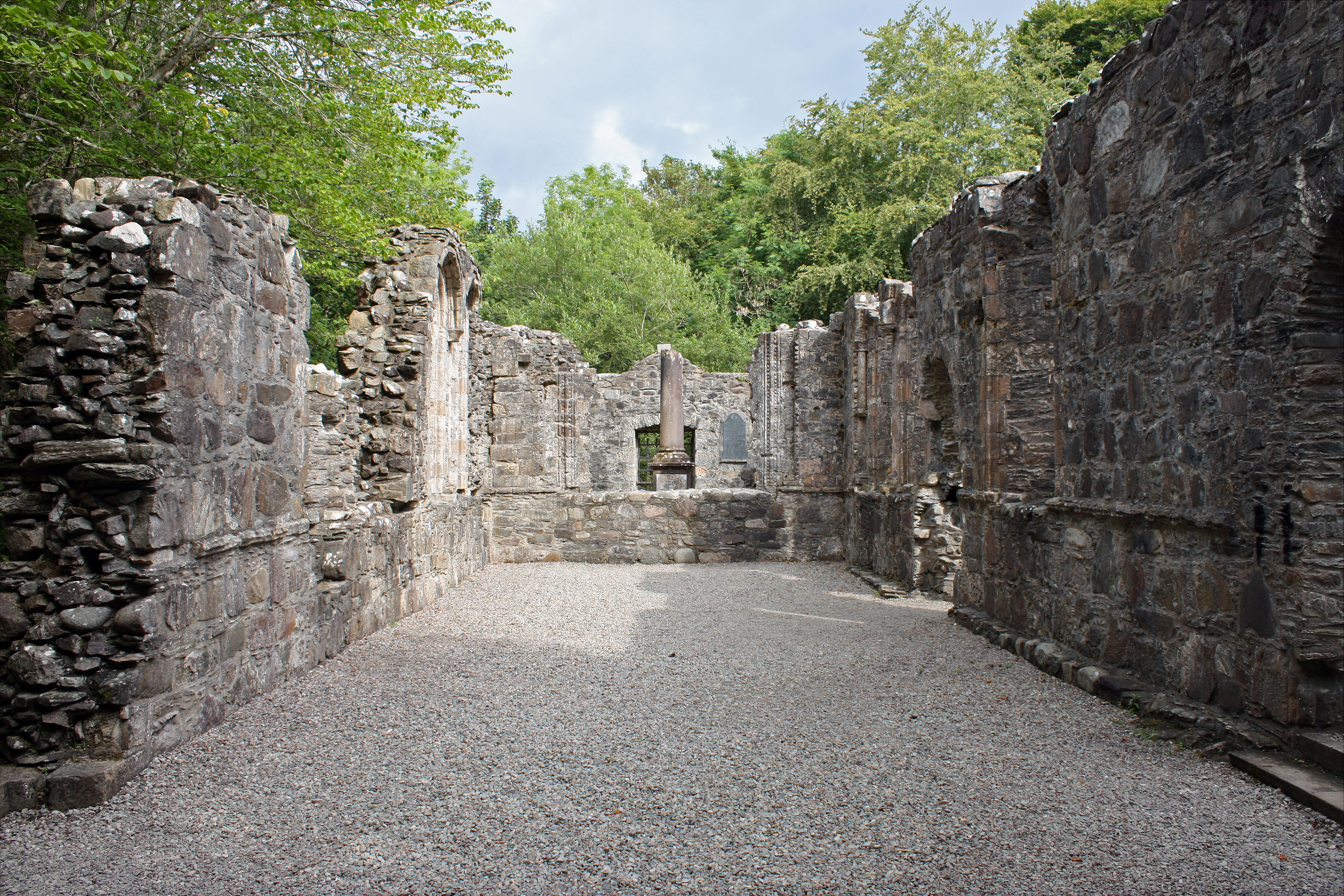
Innenansicht

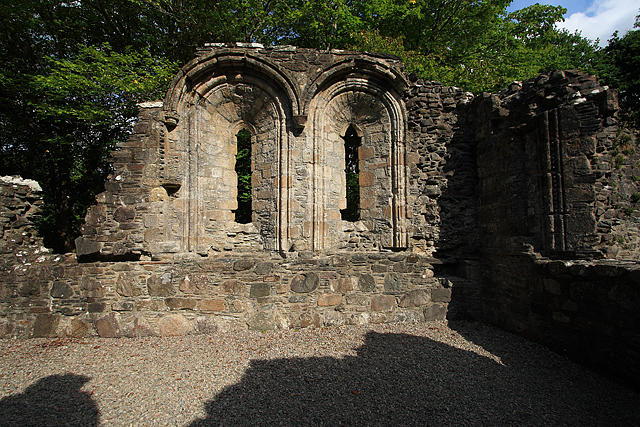
Lanzett-Zwillingsfenster

Die Dunstaffnage Chapel ist eine Kirchenruine in der schottischen Ortschaft Dunbeg. Sie liegt auf einer Landspitze an der Einfahrt zu Loch Etive wenige hundert Meter entfernt von Dunstaffnage Castle. Das Bauwerk ist als Scheduled Monument klassifiziert.

## Geschichte
Der exakte Bauzeitpunkt der Kirche ist nicht überliefert. Historic Scotland geht von einer Fertigstellung um das Jahr 1250 aus, während die Royal Commission on the Ancient and Historical Monuments of Scotland die Entstehung auf das zweite Viertel des 13. Jahrhunderts schätzt. Am 20. Dezember 1463 wurde dort die Hochzeit von John Stewart, 2. Lord Lorne abgehalten. Im Jahre 1740 fügten die Campbells of Dunstaffnage einen Anbau hinzu. Die Kapelle selbst wurde zu dieser Zeit bereits als Ruine beschrieben.

## Beschreibung
Die aus Feldstein erbaute Dunstaffnage Chapel liegt auf einer kleinen, felsigen Anhöhe. Architektonisch weist sie Merkmale des gotischen Stils auf. Hierzu zählen beispielsweise die Lanzett-Zwillingsfenster. Sie besteht aus einem einzelnen 20,3 m × 6,3 m messenden Raum, der nicht unterkellert ist. Das Mauerwerk ist etwa 90 cm mächtig. Es existierten einst Türöffnungen in den Nord- und Südwänden, die heute jedoch beide nicht mehr erhalten sind. Der Altarraum wurde über eine Tür an der Südseite betreten.